# 1965 في فرنسا
فيما يلي قوائم الأحداث التي وقعت خلال عام 1965 في فرنسا.

## رياضة
- 1 يناير – سباق طواف فرنسا 1965 الفائز فيليتشي جيموندي.
- 27 يونيو – جائزة فرنسا الكبرى 1965 الفائز جيم كلارك.

## أفلام
من الأفلام التي صدرت هذه السنة في فرنسا:
- 1 يناير – فانتوماس الغاضب من إخراج أندري هونبال، Haroun Tazieff [الإنجليزية]‏.

## موسيقى

### أغاني
من الأغاني التي صدرت هذه السنة في فرنسا:
- 1 يناير – البوهيمية من غناء شارل أزنافور.
- 1 يناير – زوربا من غناء داليدا.

## كتب
من الكتب التي صدرت هذه السنة في فرنسا:
- 1 يناير – بيل وسيباستيان من تأليف سيسيل أوبري.

## مواليد

### فبراير
- 16 فبراير – فاليري تريفلير صحفية فرنسية.[1]

### أبريل
- 14 أبريل – ألكسندر جاردين روائي فرنسي.[2]

### مايو
- 2 مايو – برونو لورو سياسي فرنسي.[3]
- 7 مايو – جيرار روي دراج فرنسي.
- 28 مايو – كاثرين تانفير لاعبة كرة مضرب فرنسية.[4]

### يونيو
- 27 يونيو – ستيفان بايل لاعب كرة قدم.[5]

### يوليو
- 2 يوليو – لوك بوريلي لاعب كرة قدم فرنسي.[6]
- 3 يوليو – برتراند لايك حكم كرة قدم فرنسي.
- 20 يوليو – لوران لوكاس ممثل فرنسي.[7]
- 21 يوليو – فرانسيس مورو درّاج طريق فرنسي.

### أغسطس
- 7 أغسطس – جوكيلين أنغلوما لاعب كرة قدم فرنسي.[8]
- 13 أغسطس – اريك دوراند[9]
- 13 أغسطس – لويك ميريل رياضياتي فرنسي.

### سبتمبر
- 9 سبتمبر – جان لوي هاريل درّاج طريق فرنسي.
- 11 سبتمبر – جان فيليب فلوريان لاعب كرة مضرب فرنسي.
- 19 سبتمبر – جيل بانزي سائق رالي فرنسي.
- 21 سبتمبر – فريديريك بيجبيديه[10]
- 27 سبتمبر – رشدي زيم[11]

### أكتوبر
- 1 أكتوبر – جان فيليب راجيا متسابق دراجات نارية فرنسي.
- 9 أكتوبر – لورينت ديلامونتاني لاعب كرة قدم فرنسي.[12]
- 20 أكتوبر – فرانك دوريكس لاعب كرة قدم فرنسي.[13]
- 25 أكتوبر – ماثيو امالريك[14]

### نوفمبر
- 4 نوفمبر – آن جرافوان
- 6 نوفمبر – باتريك كولتر لاعب كرة قدم فرنسي.[15]
- 19 نوفمبر – لوران بلان لاعب ومدرب كرة قدم فرنسي.[16]
- 22 نوفمبر – فنسنت غيران لاعب كرة قدم فرنسي.[17]
- 27 نوفمبر – رشيدة داتي سياسية فرنسية.[18]

## وفيات

### يناير
- 1 يناير – جين بوزيراند (مواليد 1881) صحفي فرنسي.

### أبريل
- 9 أبريل – فرانسوا بليغرين (مواليد 1881) عالم نبات فرنسي.
- 17 أبريل – إيميه أنطوانيت كامو (مواليد 1879) عالمة نبات فرنسية.

### مايو
- 12 مايو – روجر فايان (مواليد 1907) كاتب فرنسي.[19]

### يوليو
- 10 يوليو – جاك اودبيرتي (مواليد 1899) كاتب وشاعر فرنسي.[20]

### سبتمبر
- 2 سبتمبر – إميل موسيلير (مواليد 1882) عسكري فرنسي.[21]
- 4 سبتمبر – ألبرت شفايتزر (مواليد 1875) طبيب ألماني.[22]

### ديسمبر
- 16 ديسمبر – سومرست موم (مواليد 1874)[23]
- 16 ديسمبر – فرنسوا هيوز (مواليد 1896) لاعب كرة قدم.